# Monteleone di Spoleto
Monteleone di Spoleto är en ort och kommun i provinsen Perugia i regionen Umbrien i Italien. Kommunen hade 582 invånare (2018).